# Neartime-Daten
Neartime-Daten sind Daten, die eine hohe Aktualität besitzen aber nicht in Echtzeit verfügbar sind. In der Finanzwirtschaft sind dies zeitlich leicht verzögerte Marktinformationen, wie zum Beispiel Börsenkurse.
Die originären Daten können sich gegenüber den Neartime-Daten bereits verändert haben, der Begriff „neartime“ beschreibt also die relative zeitliche Nähe. Die konkrete Ausprägung kann sich je nach Kontext unterscheiden: Ein Börsenbericht darf nur wenige Sekunden Verzögerung aufweisen, im Rahmen von Kriegshandlungen gelten auch Stunden als „neartime“.
Neartime-Daten finden sich oft in den dispositiven Systemen. Man trennt diese von den operativen Systemen, um Transaktionen im laufenden Geschäftsbetrieb nicht durch Analysen zu behindern. Da die Datenübertragung in der Regel nur zu bestimmten Zeitpunkten stattfindet, liegen auf den dispositiven Systemen oft nur Neartime-Daten vor. Die Daten in operativen Systemen werden hingegen auch als Realtime-Daten bezeichnet, weil sie zu jedem Zeitpunkt die aktuellsten darstellen.